# Dog TV
O Dog TV é um canal de televisão por assinatura com sede nos Estados Unidos da América e transmitido também para a América latina. É a primeira rede de televisão feita especificamente para cães. A rede foi fundada por Ron Levi e Guy Martinovsky, seu primeiro CEO, que vendeu suas ações mais tarde ao The Jasmine Group. O DOGTV oferece uma programação de TV digital 24 horas por dia, 7 dias por semana, projetada para oferecer entretenimento para cães. A programação, criada com a ajuda de especialistas em comportamento de cães, é ajustada em cores para atrair cães e possui segmentos de 3-6 minutos projetados para relaxar, estimular e expor o cão a cenas da vida cotidiana, como campainhas ou andar de carro. Os proponentes do canal indicaram críticas positivas de um abrigo da sociedade humana em Escondido, Califórnia.

## Começo
O Dog TV inicialmente foi lançado em fevereiro de 2012 para um mercado de testes em San Diego, Califórnia, na Cox Communication e no Time Warner Cable. Por exatamente 1 ano, pessoas e cães conseguiram experimentar o primeiro canal de TV para cães, gratuitamente. O lançamento bem sucedido neste mercado de testes preparou o cenário para o lançamento comercial do primeiro canal de TV dedicado aos cães como espectadores. Atualmente, a DOGTV está distribuída globalmente com negócios em grandes territórios, incluindo EUA, Japão, Alemanha, França, Brasil, Coreia do Sul, China, Reino Unido, Irlanda, Holanda, Portugal, Luxemburgo e Israel.

## Programas
A programação patenteada foi projetada e desenvolvida com especialistas mundiais em animais de estimação e projetada para suportar os padrões de comportamento natural do cão e, portanto, dividida em 3 categorias de conteúdo: Relaxamento,Estimulo e Exposição.Os programas de relaxamento reduzem o estresse com músicas e imagens sensíveis dedicadas; Os programas de estimulação encorajam o movimento e a brincadeira; Os programas de exposição ajudam a confortar e se habituar através de diferentes estímulos do dia a dia. A DOGTV pesquisou, criou e produziu mais de 2.000 programas para cães, com cada apresentação sendo de 3 a 6 minutos de duração, atendendo ao curto período de atenção dos cães. Além disso, a DOGTV recentemente introduziu alguns shows para proprietários de cachorros, que são transmitidos durante os fins de semana, incluindo um programa gerado pelo usuário que apresenta vídeos caseiros de cães, intitulado "DOGSTAR!". Durante a noite, DOGTV exibe "Night-Time", que apresenta músicas e imagens visuais extras para o estimulo do sono do cão.

## Parceria com a Discovery Inc.
Em 2014, a Discovery Inc. fez um investimento estratégico na DOGTV e tornou-se uma participação minoritária da empresa. Recentemente, a DOGTV começou a trabalhar em várias parcerias de conteúdo com Animal Planet e Discovery Digital. Em abril de 2016, a DOGTV lançou um programa especial para cães e seus proprietários chamado "The DOGTV Hour". O show foi exibido pelo Animal Planet e no Discovery Family em 105 territórios.

## Pesquisa
A DOGTV baseia-se em mais de 60 estudos de universidades líderes mundiais e escolas veterinárias. Desde o final da década de 1960, os cientistas examinaram o comportamento dos animais, aprenderam padrões chave em seu comportamento natural e testaram os efeitos da socialização e da habituação em cães. Por mais de três décadas, as principais organizações de animais de estimação, como a ASPCA, Humane Society dos Estados Unidos e a American Humane Association, recomendaram deixar a televisão ligada para ser assistida pelos animais de estimação. De acordo com essas organizações, deixar a TV ou rádio ligados para cães pode reduzir o estresse e proporcionar estimulação. A TV pode ajudar os cães a se sentirem menos assustados em resultado de sons externos, diminuindo o foco no ruído externo. A DOGTV leva em consideração todos os atributos e conclusões relevantes para implementar em sua produção de conteúdo. Esses atributos incluem comportamento do cão, visão e audição.

## Conselho consultivo
A DOGTV investiu muitos recursos para montar um grupo inigualável de especialistas em animais de estimação para criar sua programação única. Os especialistas da DOGTV desempenham um papel importante no seu crescimento, participando da produção de programas, conferências de imprensa, eventos de mídia social e muito mais. Este respeitável grupo de profissionais, também utiliza sua experiência dentro da indústria de animais de estimação para obter conscientização e formar novos relacionamentos para a DOGTV:
- Victoria Stilwell
- Prof. Nicholas Dodman Head of The Animal Behavior Dept. Tufts University
- Warren Eckstein Pet Behaviorist

## DOGTV Online
Em 2013, a DOGTV lançou um serviço de transmissão multiplataforma denominado DOGTV ANYWHERE, disponível em todo o mundo.
A ideia é entregar o canal para muitas pessoas ao redor do mundo que não podem receber o canal através de seus provedores de cabo atuais. Com o DOGTV Anywhere, as pessoas em qualquer lugar do mundo podem se inscrever no serviço e assisti-lo em qualquer um dos dispositivos conectados: Apple TV, Roku, Amazon Fire TV, PC, Mac e celular (iOS ou Android). 

## DOGTV no Brasil
Em 17 de outubro de 2017, o canal foi lançado pela Sky, sendo como canal a la carte tendo preço de R$ 19,90. 
Em 7 de novembro de 2017, a Claro TV e a NET também passariam a transmitir o canal. Mas houve uma falha técnica e os canais AMC e DOG TV mudaram de data de estreia, no entanto, somente AMC ganhou data de estreia. Apesar disso, a DOG TV estreou na NET e na Claro TV no dia 10 de setembro de 2018, sendo transmitida até os dias de hoje.